# مسجد سامارا
مسجد سامارا هو واحد من أكبر المساجد في روسيا، تم بنائه في أواخر التسعينيات من القرميد الأحمر، القبة الرئيسية يبلغ قطرها 13.5 متر وارتفاع المئذنة إلى 67 متر، تم تصميم المبنى بواسطة راسم والشين مهندس معماري من سامارا، يوجد بستان تفاح على الجدران، ولا ينبغي الخلط بينه والمسجد السابق للثورة والذي يعود إلى عام 1891.